# 2MASS J06395596−7418446
2MASS J06395596-7418446 ist ein 65 Lichtjahre von der Erde entfernter Brauner Zwerg im Sternbild Mensa. Er wurde 2007 von Kelle L. Cruz et al. entdeckt und gehört der Spektralklasse L5 an.